# Sarajevo City Center
Das Sarajevo City Center (SCC) ist ein vierteiliger Gewerbe- und Hotelkomplex mit einem 74 m hohen Hochhaus in Sarajevo in Bosnien und Herzegowina.
Der Komplex wurde vom bosnischen Architekten Sead Gološ entworfen und im Jahr 2014 fertiggestellt. Die Shopping-Mall verfügt über 180 Geschäfte und 49.000 Quadratmeter Fläche. Der Hotelturm verfügt über 220 Zimmer und ist mit seiner markanten Glasfassade, die durch ineinander verschachtelte geometrische Formen gekennzeichnet ist, weithin sichtbar. Die Kette Swissotel betreibt das Hotel.